# Гаплогруппа U3b2 (мтДНК)
Гаплогруппа U3b2 — гаплогруппа митохондриальной ДНК человека.

## Субклады
- U3b2
  - U3b2a
  - U3b2b
  - U3b2c
  - U3b2d
  - U3b2e
  - U3b2f
  - U3b2g
  - U3b2h
  - U3b2i
  - U3b2j
  -  U3b2k

## Палеогенетика

### Бронзовый век
Эбла
- ETM014 | TM.95.V.491 __ Телль-Мардих __ Идлиб (мухафаза), Сирия __ 2000–1800 BCE __ Ж __ U3b2a1.[1]

Лчашен-Мецаморская культура
- arm11 | Arm_Sotk1_sk2 __ Sotk 1 (Skeleton 2) __ Сотк, Гехаркуникская область, Армения __ 1300–1100 BC (3200 BP) __ U3b > U3b2c*.[2]

Древняя Эстония
- X18 | AI 4939: luustik 3 __ Kangru 8 at Väo, outside cist? __ Вяо, Ласнамяэ, Таллин, Харьюмаа, Эстония __ 1200–600 BC __ М __ U3b2a.[3]

### Античность
Абусир (Древний Египет) — Каир (мухафаза), Египет.
- JK2131 | 1566 __ cal 749-517 BC __ U3b > U3b2k*
- JK2879 | 1549 __ cal 45 BC – 4 AD __ U3b > U3b2k1

### Средние века
Нубия
- I19148 | R195 __ Kulubnarti (R cemetery) __ Северная провинция (Судан) __ 650–1000 CE __ Ж __ U3b > U3b2i1a.[5]

Викинги (даны)
- VK445 | Denmark_Gl Lejre-A1896 __ Gammel Lejre __ Лайре (коммуна), Зеландия (регион), Дания __ 800–1100 CE __ М __ I1a2a2 (I-Z2041) # U3b > U3b2i1*.[6]

Дания
- LD20mt | A2731 x2914 __ Klosterkirken (HOM 1272) __ Хорсенс (коммуна), Центральная Ютландия, Дания __ 1700 AD __ U3b2a1 > U3b2a1e1.[7]

## Публикации
2017
- Schuenemann VJ, Peltzer A, Welte B; et al. (Май 2017). Ancient Egyptian mummy genomes suggest an increase of Sub-Saharan African ancestry in post-Roman periods. Nature Communications. 8. doi:10.1038/ncomms15694. PMC 5459999. PMID 28556824. {{cite journal}}: Явное указание et al. в: |author= (справка)Википедия:Обслуживание CS1 (множественные имена: authors list) (ссылка)
- Margaryan A, Derenko M, Hovhannisyan H; et al. (Июль 2017). Eight Millennia of Matrilineal Genetic Continuity in the South Caucasus. Current Biology. 27 (13): 2023-2028.e7. doi:10.1016/j.cub.2017.05.087. PMID 28669760. {{cite journal}}: Явное указание et al. в: |author= (справка)Википедия:Обслуживание CS1 (множественные имена: authors list) (ссылка)

2019
- Saag L, Laneman M, Varul L; et al. (Май 2019). The Arrival of Siberian Ancestry Connecting the Eastern Baltic to Uralic Speakers further East. Current Biology. 29 (10): 1701-1711.e16. doi:10.1016/j.cub.2019.04.026. PMC 6544527. PMID 31080083. {{cite journal}}: Явное указание et al. в: |author= (справка)Википедия:Обслуживание CS1 (множественные имена: authors list) (ссылка)
- Klunk J, Duggan AT, Redfern R; et al. (Июнь 2019). Genetic resiliency and the Black Death: No apparent loss of mitogenomic diversity due to the Black Death in medieval London and Denmark. American Journal of Physical Anthropology. 169 (2): 240–252. doi:10.1002/ajpa.23820. PMID 30964548. {{cite journal}}: Явное указание et al. в: |author= (справка)Википедия:Обслуживание CS1 (множественные имена: authors list) (ссылка)

2020
- Skourtanioti E, Erdal YS, Frangipane M; et al. (Май 2020). Genomic History of Neolithic to Bronze Age Anatolia, Northern Levant, and Southern Caucasus. Cell. 181 (5): 1158-1175.e28. doi:10.1016/j.cell.2020.04.044. PMID 32470401. {{cite journal}}: Явное указание et al. в: |author= (справка)Википедия:Обслуживание CS1 (множественные имена: authors list) (ссылка)
- Margaryan A, Lawson DJ, Sikora M; et al. (Сентябрь 2020). Population genomics of the Viking world. Nature. 585 (7825): 390–396. doi:10.1038/s41586-020-2688-8. PMID 32939067. {{cite journal}}: Явное указание et al. в: |author= (справка)Википедия:Обслуживание CS1 (множественные имена: authors list) (ссылка)

2021
- Sirak KA, Fernandes DM, Lipson M; et al. (Декабрь 2021). Social stratification without genetic differentiation at the site of Kulubnarti in Christian Period Nubia. Nature Communications. 12 (1): 7283. doi:10.1038/s41467-021-27356-8. PMC 8671435. PMID 34907168. {{cite journal}}: Явное указание et al. в: |author= (справка)Википедия:Обслуживание CS1 (множественные имена: authors list) (ссылка)